# رعاية تمريضية خاصة
الرعاية التمريضية الخاصة هي رعاية مريض من قبل ممرض،حاصل على رخصة مزاولة المهنة كممرض قانوني أو ممرض ممارسة مجاز.
أغلب الممرضين يقدمون الرعاية التمريضية الخاصة مع شخص واحد (عمل شخص لشخص) ، تلك الرعاية ممكن أن تقدم في منزل المريض أو في مؤسسة مثل: (المستشفى، منزل للتمريض أو أي وسيلة أخرى).
ممكن أن تكون الرعاية الخاصة مأجورة من مال خاص ، تأمين خاص ، رعاية مدارة، منظمة، دور رعاية كبار السن أو من دور المساعدة الطبية للفقراء. 
الكثير من حالات الرعاية التمريضية الخاصة تتضمن المرضى الأطفال الذين يمتلكون أمراض ذات مدى طويل مثل: (الشلل الدماغي ، أو الإصابات في الدماغ ) و تتطلب حماية إضافية.
معظم المرضى الذين تقدم لهم الرعاية التمريضية الخاصة يحتاجون للعناية بأنبوب المعدة، الفتحة الرغامية أو التنفس الصناعي. ممرض الرعاية التمريضية الخاصة عادة ما يكون ممرض قانوني أو ممرض ممارسة مجاز.
ثر الممرضين يعملون لحسابهم أو يعملون كمقاولين؛ يعمل الآخرون في مجالات التزايد المستمر للرعاية المنزلية. ممارسة الرعاية التمريضية الخاصة فيعام 1980 كانت في الكثير من الإتجاهات نذير لصعود الممرض الريادي على نطاق أوسع.
لا يمكن للرعاية الطبية أن تقدم من خلال الممرض ؛ لكن غالبا تقدم من خلال موظف مساعد غير مرخص مثل: ( مساعدو التمريض، مساعدو الصحة المنزلية، قابلات الرعاية الشخصية، راعيات الأطفال، ربة منزل محترفة أو أشخاص مع مسميات أخرى). مقدمو الرعاية هؤلاء عادة ما يساعدون في مهمات النظافة و التدبير المنزلي لمرضاهم، لكنهم عادة لا يستطيعون تقديم الرعاية التمريضية بمهارة.